# Divergence génétique
La divergence génétique est le processus par lequel deux ou plusieurs populations d'une même espèce ancestrale accumulent des changements génétiques indépendants (mutations) à travers le temps, souvent après que les populations sont devenues isolées génétiquement pendant un certain temps. Dans certains cas, des sous-populations vivant dans des environnements périphériques écologiquement distincts peuvent présenter une divergence génétique par rapport au reste d'une population, surtout lorsque l'aire de répartition d'une population est très importante (voir spéciation parapatrique). Les différences génétiques entre les populations divergentes peuvent impliquer des mutations silencieuses (qui n'ont aucun effet sur le phénotype) ou donner lieu à d'importants changements morphologiques et physiologiques. La divergence génétique accompagnera toujours l'isolement reproductif, soit en raison de nouvelles adaptations par sélection naturelle, soit en raison de la dérive génétique, et est le mécanisme principal sous-jacent à la spéciation.
Sur le plan de la génétique moléculaire, la divergence génétique est due à des changements dans un petit nombre de gènes chez une espèce, entraînant une spéciation. Cependant, les chercheurs soutiennent qu'il est peu probable que la divergence soit le résultat d'une mutation significative, unique et dominante dans un locus génétique, car si tel était le cas, l'individu présentant cette mutation n'aurait pas de valeur sélective ; par conséquent, il ne pourrait pas se reproduire et transmettre la mutation à d'autres générations. Il est donc plus probable que la divergence, et par la suite l'isolement reproductif, sont les résultats de plusieurs petites mutations au cours de l'évolution.